# Ноев ковчег (депозитарий живых систем)
Но́ев ковче́г — депозитарий живых систем, созданный в 2014 году в Московском государственном университете. По состоянию на 2020 год включает 1,2 млн образцов биологических материалов всех живых организмов Земли.

## Цель создания
Цель создания — сохранить биоразнообразие и изучить природу.

## Структура коллекции
Депозитарий «Ноев ковчег» был создан в 2014 году в Московском государственном университете.
«Ноев ковчег» состоит из пяти направлений:
- Растения
- Животные
- Микроорганизмы и грибы;
- Биоматериалы человека;
- Биологическая информация

## Вклад в биологию
За 2014—2020 годы в рамках проекта «Ноев ковчег» удалось описать не менее 250 видов живых организмов. Например, описали тонкорукую чесночницу. Также была создана полная цифровая копия Гербария МГУ.